# Hristici, Soroca
Hristici este un sat din Raionul Soroca, Republica Moldova. Este situat la distanța de 12 km de la centrul raional, 53 km de la stația de cale ferată Florești și 131 km de la Chișinău, capitala Republicii Moldova.
Teritoriul satului se înscrie în perimetrul format de unul dintre afluenții râulețului Bolata, valea Hristici și dealul Hristiciului cu înălțimea de 323 m. Hristici cel mai probabil provine de la numele Hristea, pârcălab de Soroca în anul 1555, care a întemeiat această așezare. Totuși, primă atestare documentară a satului are loc mult mai târziu, la 15 martie 1630. Într-un document vechi de pe vremurile domnitorului Moldovei (probabil Alexandru Coconul) se scria că lui Todirașcu, pârcălab de Soroca, i-a fost dăruită „săliște Hristiște pe unde am umblat în vac” (ultima parte a frazei arată că satul există de mai mulți ani pe acest loc). Într-un alt document, atestarea satului este datată cu 18 iulie 1639. Biserica, localnicii sunt convinși, în acest sat a existat din vremuri străvechi, drept dovadă este recensământul din anii 1772-1773, când aici sunt pomenite și fețe bisericești. Se cunoaște că la începutul secolului al XIX-lea în sat era o biserică din lemn „Sfinții Arhangheli Mihail și Gavriil”, iar biserica actuală cu hramul „Sfânta Treime” a fost zidită din piatră în anul 1862, tot atunci pe lângă biserica fiind deschisă și școala de alfabetizare. Conacul boierului Feodor Aleinicov la începutul secolului al XX-lea a fost dăruit școlii locale. În comuna Hristici în anul 1928 activa banca populară „Libertatea”.

## Date geografice
Satul Hristici este situat la 48.118468 - latitudine nordică și 28.180562 - longitudine estică, având o suprafață de aproximativ 1.85 kilometri pătrați, cu un perimetru de 8.73 km. Comuna Hristici are o suprafață totală de 22.50 kilometri pătrați, fiind cuprinsă într-un perimetru de 24.15 km. Hristici este unicul sat din comuna cu același nume. Este situat pe un mic afluent al pârâului Bolata. Dealul dinspre sud-est are o înălțime de peste 300 m. La est de sat începe valea Hristici. În apropiere de satul Zastânca, ea se unește cu valea Voromida, care vine dinspre Rublenița și continuă până la Nistru.

## Istoria satului
Pe aceste locuri arheologii au identificat vatra unei comunități străvechi, întemeiate în jurul anului 1300 î. Hr. Satul a căzut pradă focului, pe vatra lui fiind depistate urme de case arse, grămezi de cenușă, vase de argilă și alte obiecte din perioada târzie a epocii de bronz (sec. XIV-XII î. Hr.).
A fost întemeiat, probabil, de Hristea, care pe la 1555 era pârcălab de Soroca, dar îl aflăm atestat documentar la 8 iulie 1639:
„Io Vasilie voievod, cu mila lui Dumnezeu, domnul Țării Moldovei. Adecă domnia mea am dat și am întărit rugătorilor noștri călugării de la mănăstirea Sfântul Sava pe a lor dreaptă moșie și danie și miluire ce au de la ctitorul lor, Enachie postelnic, trei părți din satul Larionești, ce este în ținutul Sorocii, pe unde au hotărât și a stâlpit lor credinciosul boierul nostru, Vasilie vornicul de gloată, și pe unde au pus stâlpi de piatră întru acela sat, în vatra satului și în țărână, de unde s-au pus un stâlpu din mijloc, deasupra Fântânii lui Costea și pană la un stâlp al Mociuleșcilor și până la al treilea stal deasupra Căinarilor, unde ține până în stâlpul lui Potlog, și până la alt stâlp, deasupra Hristeiuvcăi, și de acolo până la alt stâlp de piatră, ce este în mijlocul țarenii, dinspre partea lui Balica hatman, iar despre alte părți după al său vechiu hotar, pe unde din veac a umblat.

...

S-a scris la Iași, în anul 7147 <1639> iulie, 8 zile.”
Dovada o aflăm în cartea hotarnică a moșiilor Hristici, Vanțina și Pârliți, scrisă la 30 aug. 1803 (Documente din Basarabia. Chișinău, 1928, p. 118). In acest an răzeșul Arsenie Lozanu cu rudele sale s-au adresat domnitorului Moldovei Alexandru Constantin Moruzi să-i apere de încălcările moșiei lor de către răzeșii din Vanțina și de către mănăstirea "Aron Vodă", care stăpânea moșia Pârliți.
Trasarea hotarelor moșiilor s-a efectuat de spătarul V. Balș și vornicul de poartă Dumitrache Meleghi. Au fost de față și "сăpitan Carp Opre i Enache Opre i Gheorghi Dimitriu, Constantin Macovei și Gheorghi Herța, răzăși den Hristici".
După ce au măsurat toate laturile moșiilor, hotarnicii au cerut de la răzășii de la Hristici "scrisori și dovezi cu care cer să tragă la a lor stăpînire" pământul dorit. Ei le-au arătat "un suret de pe un ispisoc din anul 7138 mart 15... de la răposatul Alexandru Voevod fiul Radului Voevod, cu cari au miluit pe Todirașcu pârcălab de Soroca cu o săliște anume Hristiște cu loc de iazuri și de mori ci este în dreptu Sorocii. Iar hotarul sa-i fii de cătră toate părțile după hotarul lor vechiu, pe unde au umblat din vac, după cum suretul arată" (Ibidem).
Anul 7138 de la facerea lumii coincide cu anul 1630 de la nașterea lui Hristos. Expresia "pe unde au umblat din vac" arată că moșia exista de foarte demult, ceea ce ne duce din nou cu gândul la pârcălabul Hristea, de la care, probabil, și se trage numele satului.
În 1725 pârcălabul Carpuz (probabil, pârcălab de Orhei, s-a plâns că răzeșii de Hristici i-ar fi ocupat o bucată din moșia sa, Țipilova și un heleșteu. Nu aveau documente de hotărnicie. Dar "un Andrunache postelnic  și Lazăr, târgovăț bătrân din Soroca, au marturisit, că având Carpuz gîlceavă cu Hristicii pentru Țipilova începută mai înainte vreme, le-au arătat Grigorașcu Leca" pârcălabul, socrul lui Carpuzu că hotarul Țipilovii și a Hristicilor să începe într-o muchie de deal, unde sântu două movili alăture, din movila ce din sus taie dreptu la vale pisti vale Țipilovii într-o buză de piscul spre Apus, care are buză de piscu, are și o culme de dial pi dinainte. Și tot la dial pin dumbravă pe den sus de un rădiu ce să chiamă Cruhlecu și ieșind din dumbravă peste câmp în drumul Sobarilor la fântâna lui Hrițcal, unde este și o cruce mare de piatră din sus de drum". (Ibidem).
Moșiile acestea s-au hotărnicit și la 20 sept. 1726, și la 15 iulie 1785. În 1792 Lupu Carpuzu și sora sa Nastasae s-au judecat cu Arseni Herța din Hristici pentru o bucată de loc. Judecățile pentru pământ au continuat și în 1792, 1794 și 1799. Și întotdeauna răzeșii din Hristici au prezentat dovezi concludente.

## Cele mai importante momente din istoria satului
1 iulie 1716. Satul Hristici e pomenit ca fiind un hotar cu locul domnesc al târgului Soroca.
1772-1773. Hristicii se aflau în Ocolul Nistrului de Sus al ținutului Soroca. Cel mai mare proprietar de pământ era  boierul Isacescul. 31 de case de locuit, 2 fețe bisericești, 27 de moldoveni liberi, 2 văduve (Moldova în epoca feudalismului, 1837, Chișinău, 1975, vol. II, p. I, pag. 164).
1774. Moșie răzeșească. 54 de case, 54 de breslași, 1 preot, 1 dascăl, 2 văduve, 50 de poștași.
'1793. Hristici Ocolul Mijlocului, 77 de birnici, cărăușie, loc îndestul (Uricariul, Vol. VIII Iași, 1886, p. 282).
20 martie 1814. Arsenie Lozan și Arsenie Eftenie din Hristici depun plângere asupra decedatului șetrar Vasile Carp, cum că le-a luat moșiile ce le aveau la Cuhurești și Vanțina (ANRM), f. 2, INV. 1, U.P. 257.
1817. Satul Hristici din Ocolul Mijlocului al ținutului Soroca  era unul cu bunăstare înaltă. S-au înregistrat: 2 preoți, 1 dascăl, 1 pălămar, 3 mazili, 68 de gospodari , 5 văduve, 11 burlaci; în total  - 86 de bărbați, 5 văduve. Moșie răzeșească  și avea 300 f. fânaț, 400 f. Imaș, 300 f. pământ arabil, 1 iaz cu pește și cu moară. Localitatea ocupa 50 de fălci.
1837. Țăranii cei mai în vîrstă  Ștefan Bostan, Lupu Titelea, Ion Titelea, Ion Ghervas, Catan, Nicolae Nastase au declarat în fața comisiei județene că nu vor încheia contracte benevole cu proprietarii, de la care aveau pământ în folosință. (ANRM), F 457, inv I, u.p. 7, f. 173).
1859. Situat pe dreapta drumului de poștă Soroca-Bălți, la 8 verste de orașul Soroca, satul răzeșesc Hristici avea 130 de gospodării, 746 de locuitori.
1867. Satul e ortografiat Cristici. Locuitorii dețineau 3255 des. de pământ.
1869. Au fost înregistrați ca proprietari de pământ răzeșii: nobilul Grigore Cotruță, cetățeanul de onoare Constantin Herța, podporucicul Nicolae Bulhac, registratorii colegiali Ion Oprea și Teodor Anastasie, cancelăristul Teodor Movilă, odnodvorții Andrei Durnescu, Ion Nicolai Herța, Costache Herța, Vasile Toia, țăranii Ion Andrei și Gheorghe Bostan, Vasile, Arion si Chiriac Nastas, Dumitru Alexei, Ion Apostol, Pavel Afanas, văduva Nastasia Apostol (ANRM, F 8, inv I, u.p. 46, f. 23).
1876. Aici vin la cazare și hrana cazacii din regimentul 12 Donskoi.
1881. Cei mai mari proprietari de aici erau Grigore Cotruță – 414 des., Lev Scorpan—162 des., Feodor Aleinicov – 161 des., Anastasia Oprea – 136 des., Parascovia Jomnovskaia – 133 des., Elena Cotruță – 120 des., Alexandra Carcevschi – 54 des. Toți aceștia aveau titlul de dvoreni (nobili).
1904. Hristici, volostea Ocolina, 227 de case, 1799 de suflete de români și ruteni, biserică, scoală elementară ruseasca, vite mari – 480, oi – 340, cai – 60.
7 decembrie 1921. Comisia județeană de expropriere și împroprietărire Soroca a respins cererile de împroprietărire cu pământ a 17 țărani din Hristici pe motiv că ei sunt bătrâni—aveau câte 50/60 de ani și mai mult, fără copii necăsătoriți și dețineau câte 1 ha și mai bine de pământ.
În cadrul reformei agrare basarabene au fost expropriate moșiile lui Aleinikov Feodor, care avea aici 473 des., Cotruță Maria (184 des.), Vilcovschi Olga (265 des.) Cotruță Eugenia (190 des.), Herța Maria (106 des). Tuturor li s-au lăsat câte 100 ha de pământ arabil.
1922. Au fost împroprietăriți 275 de locuitori cu 1551 ha mp de pământ.
1923. Hristici se aflau în plasa Nădușita.  „Dicționarul statistic al Basarabiei”  pe anul 1923 menționa: „Arhiva primăriei a fost distrusă de bolșevici în 1917.”   Se atestă: dealul Holm, Valea Hristici, iazul Bolata, 450 de case; 2260 de locuitori, gospodării boierești (4 case locuite), moară de vînt, 2 mori cu aburi; școală primară mixtă, biserică ortodoxă, poștă rurală, primărie, o cârciumă. Primar era Teodor Lozan, notar – Teofil Ganea.
1930. În ziua de 29 dec. la Hristici, plasa Florești, se înregistrează 1287 de locuitori (638 de bărbați, 649 de femei, 287 de gospodării; 40,6% din numărul locuitorilor trecuți de vârsta de 7 ani știau carte. În sat locuiau 1269 de români, 8 ruși, 1 rutean, 9 evrei.
1932. Hristici, plasa Ocolina, 1664 de locuitori. Primărie, percepție fiscală, școală primară, biserică, o băcănie. Banca populară „Libertatea”, o cârciumă. Patru agricultori dețin câte 100 ha de pământ.
18 octombrie 1940. Sovietul Comisarilor Norodnici al RSSM a adoptat decizia privind fondarea unor stații de mașini și tractoare, incl. SMT Hristici (AOSP, F. 51, inv. 4, u.p. p. 11).
1940. La 10 noiem. administrația sovietică înregistrează aici 1563 de locuitori, incl. 1554 de moldoveni, 8 ruși, 1 ucrainean.
1941. La 13 iunie au fost deportați în reg Kurgan și Tomsk din Siberia: Nicandru Căldare cu soția Agafia, fiii Petru și Ștefan, Nadejda Goian cu fiul Boris, capul familiei Pantelei Goian fiind arestat și internat într-un lagăr sovietic, unde s-a stins din viață.
1941-1945. În războiul II Mondial au dispărut: Alexei Afanas, Pavel. D Afanas, Pavel V. Afanas, Tudor Afanas, Ion Alexei,  Pavel Alexei, Tudor Alexei, Călin Baran, Ion Berghia, Alexandru Bostan; Hariton Bostan, Tudor Bostan, Matei Botezatu, Mihail Botezatu, Andrei Caldare, Arsenie Caldare, Filimon Caldare, Iacob Caldare,  Matei Caldare, Mihail Caldare, Vasile Caldare, Anton Cebotari, Grigore Craveț, Dumitru Cuțescu, Ilarion Eftodi, Petru Eftodi; Gavril Gajona, Emilian Ganea, Ion Ghervas, Simion Labiș, Andrei Lisnic, Petru Lozan, Ștefan Lozan, Ștefan Lozan, Tudor Lozan, Gavril Mînzat, Pavel Mînzat, Atanasie Nastas, Grigore  Nastas, Pavel  Nastas,  Vasile Nastas; Simion Nazar, Axentie Plitoc, Ion Poderenco, Gheorghe Pogorevici, Andrei Procopie, Dumitru Procopie, Ion Procopie, Mitrofan Procopie, Anton Repețchi, Ion Rudoi, Tihon Rudoi, Tudor Rudoi, Hariton Rusu, Anton Sîrbu, Gheorghe Tetelea.
Primăria Hristici mai deține o listă cu persoanele căzute pe câmpul de luptă, printre care îi găsim  și pe Ion Alexei, Fedot Afanas, Ștefan Afanas, Mihail Botezat, Matei Botezat, Artimon Lisnic, Petru Lozan și Feodor Lozan.
Represiunile staliniste au continuat și după  război. În perioada  1945-1948 au fost condamnați mai mulți săteni: Petru Biciuc (n. 1914), condamnat în 1945 de Tribunalul Militar. Reabilitat în 1991. Maria Caldare (n. 1916), acuzată de atitudine ostilă față de puterea sovietică și condamnată  în același an la 7 ani de privațiune de libertate cu suspendarea drepturilor civice pe termen de 5 ani. Reabilitată în 1990. Grigore Ghervas  (n. 1880), condamnat în 1946 la 8 ani de  privațiune de libertate, fiind acuzat de neîndeplinirea obligațiilor de predare a produselor agricole la stat. Eliberat în 1947, din motive de boală. Timofei Plitoc (n. 1914), condamnat în 1946 de Tribunalul Militar la 10  ani de privațiune de libertate. Reabilitat în 1993. Foma Baran (n. 1914) acuzat de sustragere de la plata  impozitelor și condamnat în 1946 de  Tribunalul Militar la 3 ani de privațiune de libertate. Cap de acuzare: neîndeplinirea obligațiilor de predare a produselor agricole la stat. Matei Afanas. (n. 1899) arestat în 1948 sub acuzația de participare la activitatea unui grup antisovietic, condamnat la 25 de ani de detenție într-un lagăr de corecție prin muncă. În 1957 cauza a fost clasată. Teofilact Ganea (n. 1890) condamnat în 1948 la 25 de ani de privațiune de libertate, fiind acuzat de participare la activitatea unui grup antisovietic. Reabilitat în 1996.
1947. A fost ales sovietul sătesc, președinte – Iosif  Berghia, secretar - Ana Șarova, originară din or. Leningrad, urmată de Vladimir Golovin. În 1948 la postul de președinte al sovietului sătesc a fost ales Nichifor Cebotari.
1948. La 22 februarie a fost organizată gospodăria colectivă „30 let Sovietskoi Armii” (30 de ani ai Armatei Sovietice). Inițial s-au înscris 76 de gospodării țărănești: 65 de bărbați, 81 de femei și 11 adolescenți. Către 1 dec. 1948 numărul gospodăriilor colective crescuse la 122, ele întrunind 112 de bărbați, 145 de femei și 53 de adolescenți. La această dată colhozul dispunea de 918,37 ha, incl. 752,55 ha de pământ arabil. De la țărani au fost luate și transmise colhozului 2 semănători, 24 de căruțe, 23 de pluguri, 12 boroane de lemn, 7 cultivatoare, 20 de coase, 20 de seceri, 15 cai, 13 vaci, 1 capră, 12 porcine și 20 de păsări. Dar puterea sovietică a constatat că o bună parte dintre cei înscriși în colhoz nu au dat tot ce aveau în gospodării și autoritățile au ordonat să se socializeze: 14 pluguri, 29 de boroane, 10 căruțe, 12 cai, 10.369 kg de grâu, 168 kg de soia, 1400 kg de porumb, 217 kg de orz, 2950 kg de cartofi, 266 kg de fasole și 59 kg de ovăz. De notat că țăranii nu-și revenise după foametea crâncenă din 1946-1947. Nu e de mirare că o bună parte din colhoznici nu-și îndeplineau minimumul stabilit de zile-muncă. Doi dintre colhoznici au fost trimiși în judecată și condamnați la câte 4 luni de muncă forțată. Se simțea insuficiența forței de tracțiune. În 1949 norma medie de arătură la 1 cal era de 186 de ha. Tractoarele erau prea puține. Munca era organizată pe echipe și în mod individual, colhoznicii având o normă de 1-2 ha de pământ însămânțat.
Seceta și foametea din 1946-1947 au adus suferințe enorme.
În noaptea de la 5 spre 6 iulie 1949 au fost deportați în Siberia: Dora Apostol, (n. 1924) cu surorile Ana și Cecilia, Irina Calistru (n. 1886) cu fiul Ion, fiicele Elena și Valentina, Teodor Lozan (n. 1887) cu soția Feodosia, fiii Dumitru și Petru, fiicele Eugenia și Valentina.
Alexandru Alexei (n. 1894) a fost condamnat în 1950 la închisoare, incriminând-i-se neîndeplinirea obligațiunilor de predare a produselor agricole la stat.
În 1960 în republică a început formarea sovhozurilor-tehnicum - instituții de învățământ mediu de specialitate. La Soroca s-a format Sovhozul-Tehnicum de mecanizare și electrificare a agriculturii. Satul Hristici s-a aflat în componența acestei instituții din 1963.
În 1976 în sat funcționau școala medie, casa de cultură cu instalație de cinematograf, biblioteca, punctul medical, ateliere de deservire socială, oficiul poștal, creșa-grădiniță, 1 magazin. În subordinea sovietului sătesc se aflau 2 sate – Hristici și Zastânca.
Recensământul din 1970 înregistrează la Hristici 1.711 locuitori (803 bărbați și 908 femei), cel din 1979 a fixat cifra de 2,173 de locuitori (1.044 de bărbați și 1.129 de femei).
În anul 1997, populația satului Hristici a fost estimată la 1455 de cetățeni.
În 1998 s-a efectuat privatizarea pământului, cota de teren echivalent fiind de 1,57ha. Au fost împroprietărite 721 persoane.
Conform datelor recensământului din anul 2004, populația satului constituie 1240 de oameni, 46.85% fiind bărbați iar 53.15% femei. Structura etnică a populației în cadrul satului arată astfel: 99.19% - moldoveni/români, 0.65% - ucraineni, 0.16% - ruși, 0.00% - găgăuzi, 0.00% - bulgari, 0.00% - evrei, 0.00% - polonezi, 0.00% - țigani, 0.00% - alte etnii.
În satul Hristici au fost înregistrate 492 de gospodării casnice la recensământul din anul 2004. Membrii acestor gospodării alcătuiau 1240 de persoane, iar mărimea medie a unei gospodării era de 2.5 persoane. Gospodăriile casnice erau distribuite, în dependență de numărul de persoane ce le alcătuiesc, în felul următor: 27.64% - 1 persoană, 28.46% - 2 persoane, 19.72% - 3 persoane, 15.04% - 4 persoane, 6.91% - 5 persoane, 2.24% - 6 și mai multe persoane.

## Administrație și politică
Componența Consiliului local Hristici (9 consilieri), ales la 5 noiembrie 2023, este următoarea:
|  | Partid                                       | Consilieri | Componență | Componență | Componență | Componență | Componență |
|  | -------------------------------------------- | ---------- | ---------- | ---------- | ---------- | ---------- | ---------- |
|  | Partidul Socialiștilor din Republica Moldova | 5          |            |            |            |            |            |
|  | Partidul Acțiune și Solidaritate             | 2          |            |            |            |            |            |
|  | Mișcarea „Respect Moldova”                   | 1          |            |            |            |            |            |
|  | Partidul Social Democrat European            | 1          |            |            |            |            |            |

## Infrastructura socială
Biserică, 1 școală medie, 1 instituție preșcolară, cămin cultural, 2 biblioteci, oficiu al medicului de familie, 2 magazine, 2 cantine, 1 unitate de prestări servicii, 1 baie, 145 de fântâni, agenția băncii de economii, oficiu de telecomunicații, 1 stadion, obelisc.
Aproape 500 de gospodării beneficiau de gaz lichefiat, 15 km de drumuri, din care 5 km cu îmbrăcăminte dură.

## Religie
Biserica exista din cele mai vechi timpuri. Slujitorii cultului sunt pomeniți documentar din 1772. De la înc. sec. XIX în biserica "Sf. Arh. Mihail și Gavriil", construită din lemn, foarte veche, înzestrată satisfăcător cu obiecte și cărți, înregistrată în 1775 slujeau preoții Simion Belozerschi și Ioan Bostan (băștinaș), dascălul Clementie Bostan. Dascălul îi învăța carte pe câțiva copii din sat. Răzeșul Luchian Tetelea a oferit bisericii o psaltire și un ceaslov, cu intenția ca preotul Bostan să-i învețe carte și pe copiii săi, dar preotul S. Belozerschi a luat cărțile acasă pentru copiii săi. Mazilii Gheorghe Herța, Arsenie Lozan, Feodosie Mînzat și alți locuitori au depus plângere la Mitropolia Basarabiei asupra preotului S. Belozerschi, care avea și un comportament urât fașă de enoriași. Reprezentanților Mitropoliei, trimiși aici pentru a cerceta plângerea, preotul Simion Belozerschi le-a declarat că el va demisiona numai cu condiția dacă se va găsi un preot tânăr care să o ia în căsătorie pe fiica sa mai mare și să-i dea lui, socrului a treia parte din venit. (ANRM. F. 205, inv. 1, u.p. 82, f. 15-16). Acești preoți sunt ulterior înlocuiți de preotul Grigore (1862). La 13 apr. 1835 îl aflăm aici în biserica satului pe preotul Ivan Dubițchi, diecii Clementie Dubițchi și Andrei Brăducean, dascălul Ivan Belozerschi.
În 1862 se construiește din piatră biserica "Sf. Treime". În 1896 e numit ca preot-paroh Ioan Goian. În 1901, nobila Maria Herța contribuie la reparația bisericii, fapt pentru care Mitropolitul Chișinăului îi trimite binecuvîntarea sa.
În 1904 vine preotul Filip Urâtu-Mironov (n. 14 noiemb. 1878), absolvent al Seminarului Teologic, pe care îl aflăm aici și în 1915, și în 1922, și în 1930. Cîntăreți erau: în 1915 – Gheorghe Cazacu, în 1922 – Isaachie Caisin, în 1930 – Simion Pascariuc.
Conform informației primăriei Hristici în perioada postbelică biserica nu a fost închisă de către autorități. Dar anumite incidente totuși au avut loc. Prin 1958 un tractorist din kolhoz a murit pe tractor în timpul unui accident. Autoritățile comuniste s-au decis sa-l înmormânteze după tradiția sovietică, fără preot, cu fanfară și drapele, dar părinții tractoristului au vrut să-l înmormînteze conform tradiției creștine. În timpul ceremoniei mama defunctului s-a prosternat în fața mașinii, spunând că nu va permite o înmormântare comunistă. De față erau prezenți preotul și dascălul bisericii. Dascălul mai deținea și funcția de prisăcar la prisaca colhozului. Secretarul organizației de partid le-a ordonat să plece, la care preotul și dascălul au refuzat. Peste câteva zile prisăcarul satului, care era atunci Eftodi Teodosie, a fost destituit din post. Dar administrația comunistă nu a ținut cont de faptul că acesta fusese educat în tradiția creștină, fiind mulți ani ascultător apoi frate la mănăstirea Dobrușa. În 1940, la instaurarea puterii sovietice, cei mai tineri călugări și frați au fost trimiși de la mănăstire pe la casele lor. Deci, dascălul Eftodi Teodosie, rămas fără postul  de prisăcar, în semn de protest a plecat din sat, ca să revină peste o vreme acasă în rasă de preot, dar a slujit inițial în parohia Căinari din satul lui A. Mateevici, apoi a activat pr. Mihail Coadă, dascăl – Lilian Lozan. În prezent  preot paroh Serghei Cucereavii dascăl Maxian Tamara.
În prezent populația satului este în marea majoritate de rit ortodox, totuși exista și o mică minoritate ce aparține cultului baptist. Hramul satului se sărbătește la Sf. Treime. Adică la Duminica Mare.

## Educație
Școala bisericească de alfabetizare se deschide la Hristici în 1862. În 1866 avea 11 elevi, iar pentru învățătura lor plăteau părinții. În 1896 aici învățau 40 de băieți și 6 fetițe. Profesor era Vera Bodescu, care în 1899 a fost transferată la școala din or. Soroca. În locul ei a venit Haralambie Vartic din s. Băxani. În 1903 e înlocuit și el de Dumitru Mațienco. În același an școala elementară de alfabetizare e transformată în școală de zemstvă cu o clasă. Moșierul Feodor Aleinicov dăruiește școlii conacul său de la Hristici și pământ. Școala s-a deschis la 24 oct. 1903. În 1904-1905 învățător și șef al școlii e numit Ion Săcară, absolvent al Seminarului Pedagogic din Bairamcea, învățător de religie – preotul Ioan Goia. În 1908-1909 în școală erau 104 elevi, dar la examenul de absolvire s-au prezentat numai 4. În scopul construcției unei anexe pentru al doilea complet de elevi s-au cheltuit 1290 ruble din mijloacele zemsvei. Vine al doilea învățător – Maria Măcărescu.
În 1910 învățător e numit Petru Tomacinschi, militant pentru predarea limbii române în sistemul de învățământ al Basarabiei. În 1911 ca tutore onorific al școlii este desemnat moșierul Alexandr Aleinicov, pe lotul școlii se înființează o livadă model de meri, peri, pruni, vișini, cireși – și o vie. Școala este subordonată Ministerului Învățământului Public. Învățătorii Ion Săcară și Petru Sorocinschi activează aici și în 1917. În 1924 copiii satului erau dăscăliți de Ion Martinovschi și Vera Gogu, în 1933 – de Th. Șincariuc, Agr. Șincariuc, Anatolie Vepriuc, Ion Gâtlan și Elena Turchevici. În sat erau 376 copii de vârstă școlară (5-16 ani), în catalogul școlii fiind înscriși 277. (Anuarul învățămîntului primar al României. 1933. București, 1933, p. 568).
Directori ai școlii medii de cultură generală au fost Mihail Marciuc, Eugeniu Pasecinic, Mihail Plotean, Vasile  Fluieraru, Iulia Cebotari. Din a. 2000 acest post îl deține Margareta Nastas, profesoară de matematică cu un stagiu de 36 de ani.

## Economie
Fondul funciar al primăriei: suprafața – 1.189 ha, incl. 970 ha de pământ arabil, 176 ha de livadă, 43 ha de viță de vie.
Agenți economici: AMG-Kernel SRL; 492 de gospodării casnice țărănești (în 2004). În rest - prestarea de servicii cum ar fi: educaționale, medicale, îngrijire, aprovizionarea cu produse alimentare, materiale de construcție.

## Personalități originare din Hristici
Gheorghe Năstase (ortografiat uneori Năstasă) (n. 3 febr. 1896 – 22 dec. 1986) – istoric, geograf, poet. Studii: Școala gimnazială din Soroca, Școala normală din Cetatea Albă, Universitatea din Sorbona, Franța. În 1932 – doctor în geografie. Asistent conferențiar, profesor universitar la Universitatea din Iași, Membru al Societății Regale Române de Geografie. În 1917, când a început lupta de independență națională din Basarabia era învățător. A luptat pentru reorganizarea învățământului în limba română. A condus Comitetul Central Executiv al Moldovenilor de pe Frontul Românesc. Deputat în Sfatul Țării din partea ostașilor de pe Frontul Românesc. La 27 Martie a votat Unirea Basarabiei cu România. A fost secretar în Comisia Agrară. Face parte, împreună cu Ion Codreanu și Sergiu Cujbă din delegația moldovenilor basarabeni la Conferința de Pace de la Paris, condusă de Ion Pelivan, pentru problema recunoașterii realipirii Basarabiei la România. După al doilea refugiu din Basarabia (1944) se stabilește la Iași.
Scrieri: "Ucraina", "Hotarul lui Halil-Pașa",  "Cele două ceasuri", "Lituania". Menționăm și studiul "Ținutul Sorocii", publicat de Gheorghe Năstase în revista "Viața Basarabiei", 1942, nr. 3-4.
La Hristicii a fost dezvelită placa memorială dedicată lui Gheorghe Năstase, iar Gimnaziul din localitatea sa natală, Hristici,  îi poartă numele.
Mina Lozanu (n. 4 sept 1929). Doctor habilitat în biologie, profesor universitar. Laureat al Premiului de Stat al RSSM. Studii: școala primară din sat, școala medie mold. nr. 1 din Soroca, Institutul pedagogic "Ion Creangă" din Chișinău.
În "Istoria Universității de Stat din Moldova" (Chișinău, 1996) citim: "Activitatea didactico-științifică a profesorului Mina Lozan a fost orientată spre efectuarea unor reforme în cadrul catedrei, a avut ca urmare creșterea bruscă a numărului de studenți doritori de a se specializa în domeniile noi – ecologia, entologia și microevoluția animalelor terestre... Perioada în care la cârma catedrei s-a aflat prof. M. Lozan se caracterizează prin creșterea unor cadre de calificare înaltă". A publicat peste 300 de lucrări științifice, lucrări metodice, broșuri, cărți despre viața animalelor, articole. A pregătit peste 75 de licențiați universitari, 22 doctori și doctori habilitați în zoologie. A inițiat o nouă direcție de cercetare – etnologia animalelor în mediul ambiant. A creat unele concepții teoretice originale. Este un savant cu renume mondial.
Alexei Agachi (n. 5 noiem. 1941). Absolvent al facultății de istorie a USM, doctor habilitat în istorie. Laureat al Premiului Președintelui AȘM. Diploma de onoare a Prezidiului AȘM pentru merite deosebite în dezvoltarea științei. Autor al unui șir de monografii, colecții de documente, studii și articole științifice în domeniul Istoriei Românilor. Participant la primele 12 ediții ale Festivalului - Concurs de romanțe "Crizantema de argint", secțiunea "Creație", în cadrul cărora au fost decernate 11 premii prestigioase. Autor al Albumului de romanțe "Te duci tinerețe, te duci".
Raisa Lozan (n. 29 noiemb. 1927) a fost un eminent om de cultură și un pedagog prin vocație. A absolvit liceul românesc. A activat la Institutul Învățătoresc din Soroca, la Institutul de Perfecționare a Cadrelor Pedagogice, metodist și inspector la Ministerul Învățământului.
Eleonora Sîtnic (n. 9. sept. 1943) vine din familie de răzeși. După primele studii în s. natal absolvește șc. medie mold. nr. 1 din Soroca, apoi facultatea de limbi străine a Institutului Pedagogic "Alecu Russo" din Bălți. A lucrat profesoară de franceză la facultatea de limbi străine a Inst. Ped. din Bălți, traducător-interpret la Asociația ABCdava, profesoară de istorie a artelor la Colegiul Republican de Arte Plastice "A. Plămădeală", colaborator științific, șefă de secție, director adjunct la Muzeul Național de Arte din Chișinău, coordonator, șefă de secție la Ministerul Culturii. Publică numeroase articole în mass-media republicană și în diverse cataloage, pliante și buclete. Autoare de scenarii și prezentatoare de emisiuni "În lumea artelor". Lecții și prelegeri în fața unui auditoriu divers. E coautoare a "Dicționarului român-francez" (Ed. "Lumina", 1976).
Emilia Panfil - (născută Eftodi la 31 iulie 1947) harnic propagandist a valorilor culturale al spațiului românesc. Primele 4 clase le face la școala din s. Hristici (învățătoare Natalia Alexei). Dat fiind faptul ca tatăl său Eftodi Feodosie, devenit între timp preot, este transferat cu serviciul la parohia din s. Căinari, raionul Căușeni, urmatoarele studii le face la școală din localitate, apoi la sc. medie mold. nr. 1 din Soroca.  Studii superioare - facultatea de filologie la Universitatea de Stat din Cernăuți. Activitatea o începe în 1970 la Muzeul Republican de Literatură "Dm. Cantemir" din Chișinău de pe lângă Uniunea Scriitorilor din republică. Prezintă mai multe lecții și prelegeri pe cele mai diverse teme din istoria dezvoltării literaturii naționale de la începuturi până în prezent. Activează în funcțiile: colaborator științific, șefa secției de propagare a literaturii naționale, director al Muzeului de Turism din Chișinău, ghid de turism la Agenția de turism Chișinău, prelegeri la facultatea de turism de pe lângă Universitatea Agrară a RM, lector la Centrul de pregătire a cadrelor din Industria Turismului din RM. Aprecieri: diverse diplome, printre care Medalia jubiliară 45 de ani ai Turimului moldovenesc (2004), titlul "Cel mai bun ghid de turism" (pentru anii 2007 și 2010), Diploma din partea Ministerului pentru întreprinderi mici și mijlocii, comerț, turism și Profesii Liberale din România "Pentru contribuția la dezvoltarea parteneriatului turistic cu România" (2008). A elaborat mai multe itinerare excursioniste prin R. Moldova, Ucraina, printre care: "Chișinău – oraș european", "În căutarea orașelor antice" (Soroca-Cosăuți-Rudi-Drochia), "Donici – cuib de-nțelepciune", "În Bugeac la Căușeni" (pe urmele lui Alexei Mateevici), "Bugeac – unduiri de lanuri și popoare...", "Mănăstiri codrene – oază de spiritualitate în Moldova", "Pe urmele războaielor ruso-turcești", "Țipova – mistere și spiritualitate", iar impreună cu Vasile Grișco a fost elaborat itinerarul "Moldova de Sud - veacuri de glorie și eroism", ș.a.
Ion Berghia (n. 17 iunie 1948). Studii: Școala de 8 ani din satul natal, Școala medie nr. 1 din Soroca, facultatea de filologie la Institutul Pedagogic din Bălți. E cercetător științific, profesor de limba română în mai multe școli, lector la Institutul Pedagogic din Bălți, șef de sector la Institutul de Cercetări Științifice în domeniul Pedagogiei din Chișinău. Doctor în filologie. Conferențiar la catedra de limba română a Universității Pedagogice de Stat "Ion Creangă". Autor și coautor al unor recomandări metodice, programe școlare și universitare la limba română. Poet satiric și publicist cu vocație de eseist. A publicat plachetele "Fabula moralei", "Surâsul epigramei" ș.a. Membru al Uniunii Epigramiștilor din România. Președinte al cenaclului de basarabeni "Mușatinii". Ține cursuri la Universitatea "Alexandru Ioan Cuza" din Iași și la alte instituții de învățămînt  superior din România.
Format:NC